# Isole Kerguelen
Le Isole Kerguelen (in francese: Archipel des Kerguélen o, più semplicemente, Archipel Kerguélen) sono un arcipelago dell'oceano Indiano meridionale. Appartengono alla Francia e costituiscono uno dei cinque distretti delle Terre australi e antartiche francesi (Terres Australes et Antarctiques Françaises - TAAF) con le Isole Crozet, le isole Saint Paul e Amsterdam, le Isole Sparse dell'oceano Indiano, e la Terra Adelia, rivendicata dalla Francia nel continente antartico.
La forma di queste isole ricorda una farfalla.

## Geografia

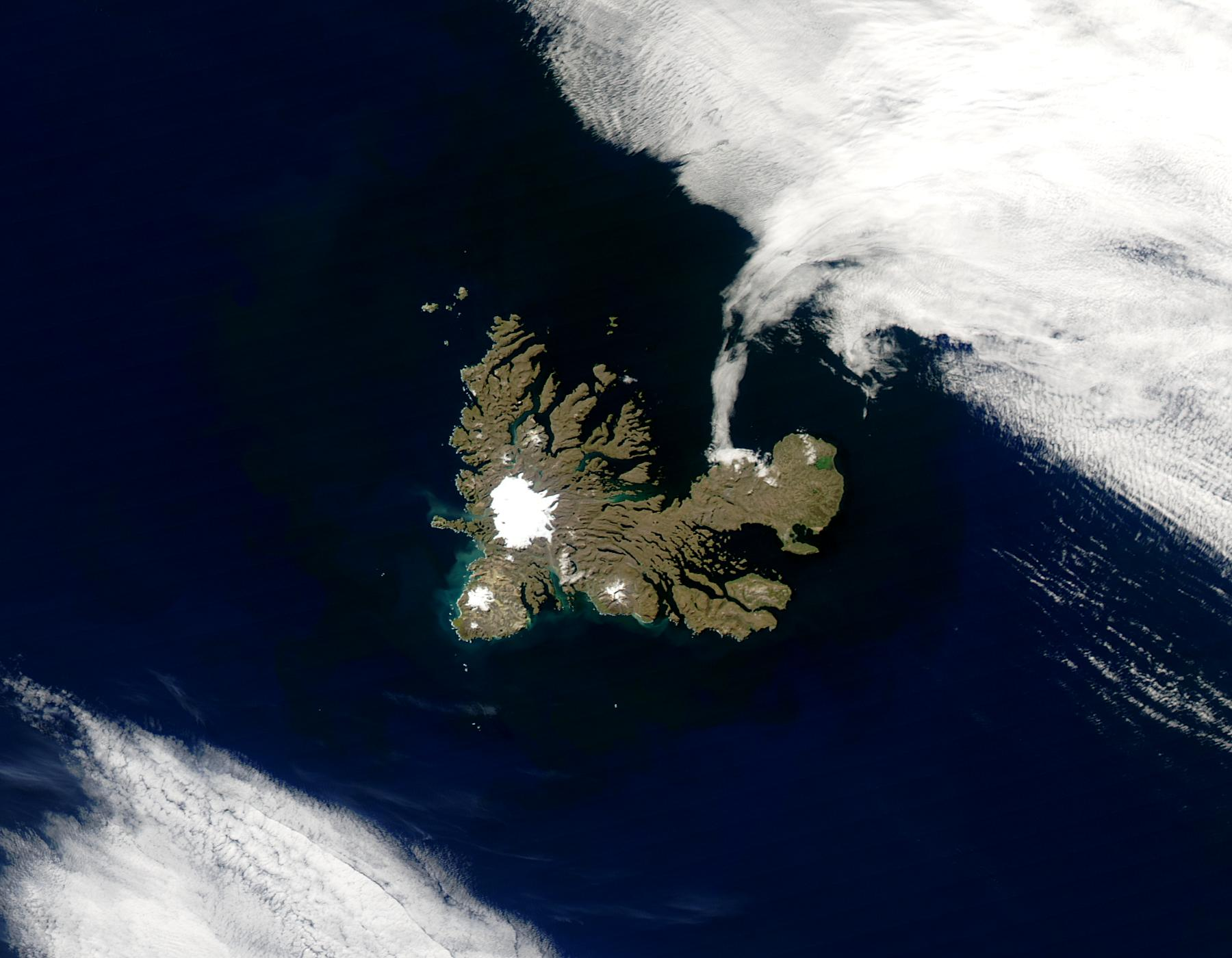
Foto satellitare. La massa bianca circolare è il ghiacciaio Cook (cupola di Cook).

L'isola principale, chiamata Grande Terre o Isola della Desolazione (Île de la Désolation in francese), ha una superficie di 6 675 km² (terza isola francese per dimensione dopo Nuova Caledonia e Corsica) ed è circondata da circa trecento affioramenti minori (scogli e isolotti) per altri 540 km².  L'arcipelago ha quindi una superficie complessiva di 7 215 km². Il punto più elevato dell'Isola della Desolazione è la cima del Monte Ross, a 1 840 metri sul livello del mare. La parte meridionale dell'isola è coperta da una calotta permanente di ghiaccio detta cupola di Cook.
Dai dati dell'Istituto Polare Francese, la temperatura media invernale è di 2 °C mentre quella estiva di 7 °C; il clima quindi è di tipo freddo con frequenti irruzioni polari tra giugno e settembre ma con venti molto impetuosi e spesso freddi (150–200 km/h) anche durante i mesi estivi di novembre-marzo. I mari sono mediamente molto mossi. L'arcipelago è collegato al Pianoro delle Kerguelen, un vasto altipiano sottomarino.
Il clima è condizionato dalle irruzioni di venti antartici con foschie, piogge frequenti e possibilità di nevicate in tutte le stagioni. Il vento spira pressoché costantemente da ovest verso est. I giorni con calma di vento sono molto rari. Il fatto che l'isola sia molto ventosa impedisce la crescita di alberi; il paesaggio si caratterizza per la presenza di modeste praterie nelle zone piane costiere, pareti rocciose e qualche laghetto o corso d'acqua a carattere torrentizio. Le coste sono scoscese e frastagliate, con la presenza di numerosi profondi fiordi.

## Geologia
Le isole Kerguelen formano una parte emersa dell'altopiano sommerso delle Kerguelen, che ha un'area totale di circa 2,2 milioni di km². L'altopiano è stato costruito da eruzioni vulcaniche associate all'hotspot Kerguelen e ora si trova sulla placca antartica.
La maggior parte delle formazioni vulcaniche visibili sulle isole è caratteristica di un vulcanismo effusivo, che ha causato l'emergere di una formazione rocciosa a trappo al di sopra del livello dell'oceano 35 milioni di anni fa. L'accumulo è di notevole entità; flussi di basalto, ciascuno con uno spessore da tre a dieci metri, impilati uno sopra l'altro, a volte fino a una profondità di 1 200 metri. Questa forma di vulcanismo crea un rilievo monumentale a forma di scale di piramidi.
Altre forme di vulcanismo sono presenti localmente, come il vulcano stromboliano Mont Ross e il complesso vulcano-plutonico sulla penisola di Rallier du Baty. Varie vene ed estrusioni di lava come trachite, trachifonoliti e fonoliti sono comuni in tutte le isole. Nessuna attività eruttiva è stata registrata in tempi storici, ma alcune fumarole sono ancora attive nel sud-ovest dell'isola di Grande-Terre. Alcuni strati di lignite, intrappolati in colate di basalto, rivelano frammenti araucari fossilizzati, datati a circa 14 milioni di anni di età. La glaciazione ha causato i fenomeni di depressione e ribaltamento che hanno creato i golfi a nord e a est dell'arcipelago. L'erosione causata dall'attività glaciale e fluviale ha scavato valli e fiordi; l'erosione ha anche creato complessi detritici conglomerati e la pianura della penisola di Courbet.
Le isole fanno parte di un microcontinente sommerso chiamato sub-continente Kerguelen. Il microcontinente è emerso sostanzialmente sopra il livello del mare per tre periodi tra 100 milioni di anni fa e 20 milioni di anni fa. Il cosiddetto sub-continente Kerguelen potrebbe aver avuto flora e fauna tropicali circa 50 milioni di anni fa. Il subcontinente delle Kerguelen è definitivamente affondato 20 milioni di anni fa ed è ora uno o due chilometri sotto il livello del mare. Le rocce sedimentarie di Kerguelen sono simili a quelle trovate in Australia e in India, il che indica che una volta erano tutte collegate. Gli scienziati sperano che lo studio del subcontinente delle Kerguelen li aiuterà a scoprire come l'Australia, l'India e l'Antartide si sono separate.

## Fauna
La colonizzazione umana ha danneggiato in modo gravissimo la biodiversità delle Kerguelen, specialmente con la caccia alle foche e la pesca di cetacei australi (balene). 

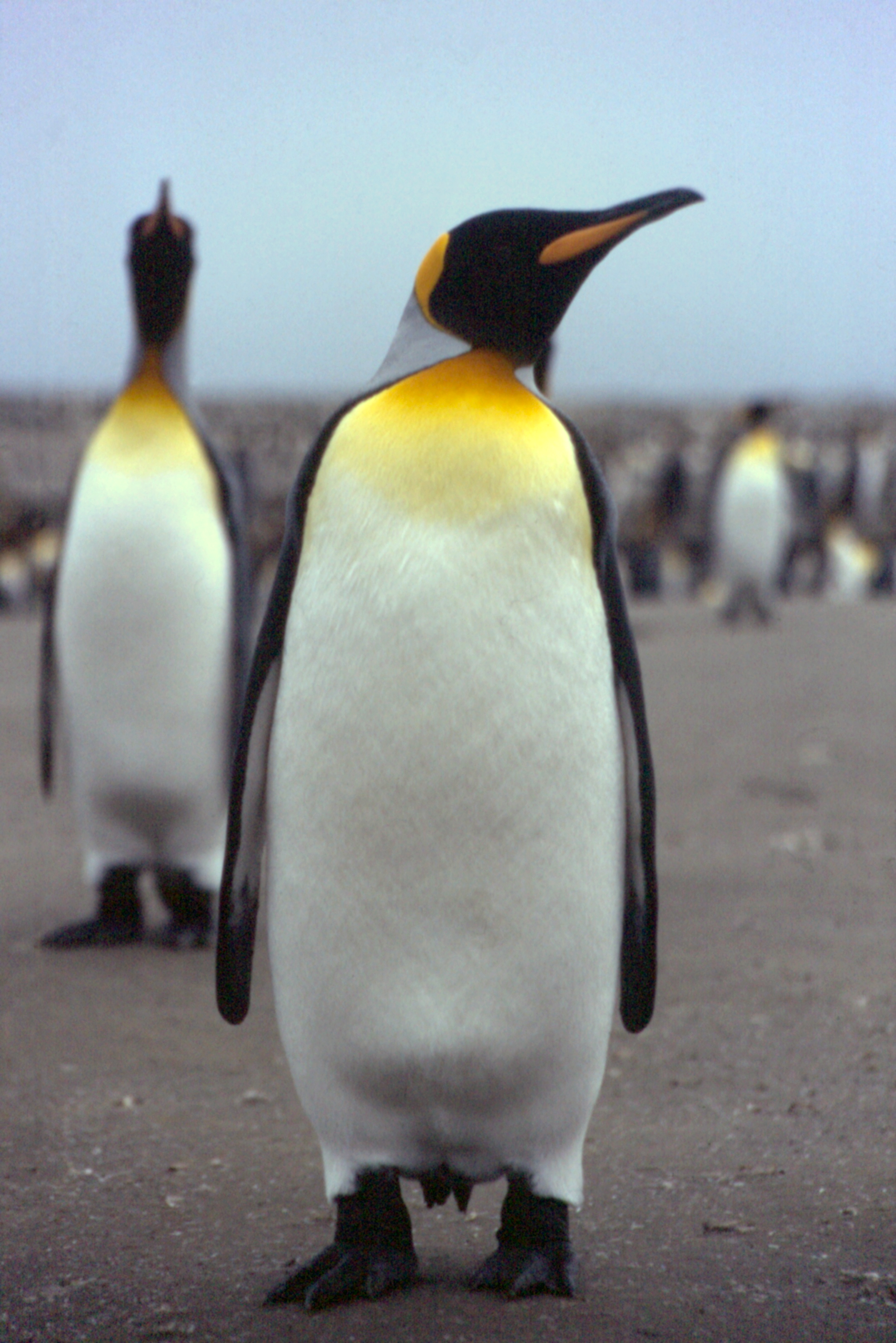
Pinguini reali presso la costa orientale

La fauna endemica attuale è rappresentata essenzialmente da uccelli migratori, elefanti marini e varie specie di pinguini.
Sono presenti tuttavia molti animali europei che, introdotti nel XIX secolo, hanno alterato profondamente l'ambiente; spiccano in particolare conigli, ratti e gatti. Questi ultimi, introdotti per cacciare i ratti, hanno finito per inselvatichirsi, arrecando gravi danni ai nidiacei degli uccelli marini. Sono state inoltre immesse renne, che si alimentano a carico delle estensioni di licheni, e trote nei ruscelli.

## Flora

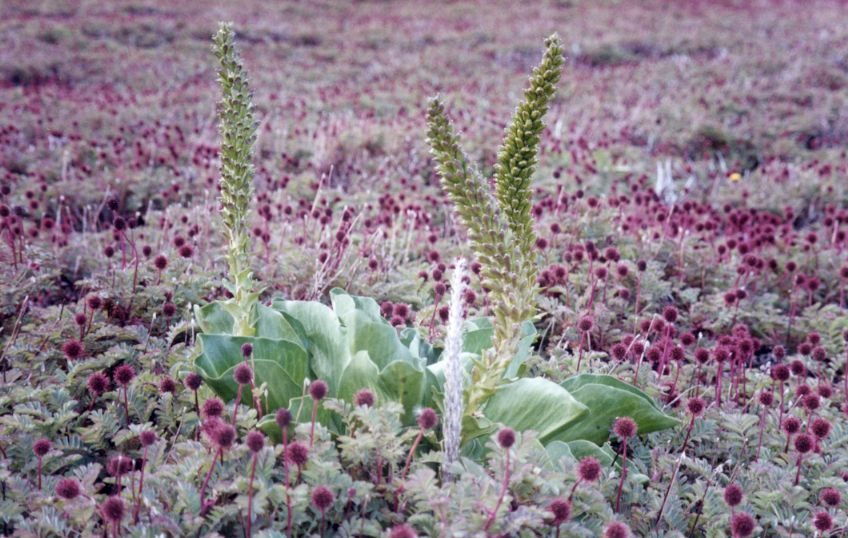
Pringlea antiscorbutica (cavolo delle Kerguelen) in un prato di Acaena

Le regioni costiere più o meno pianeggianti fino a una quota di circa 50 m; se non totalmente rocciose possono essere coperte da un basso manto erboso, classificabile come tundra. Più in alto, dove il suolo è prevalentemente roccioso, la vegetazione è invece limitata a ciuffi d'erba, muschi, epatiche e licheni.
Sulle isole non crescono alberi o arbusti. Nonostante ciò, sono stati trovati in sedimenti geologici resti fossili di tronchi d'albero della famiglia delle Araucariaceae. Ciò fa pensare che il clima in epoche geologiche passate possa essere stato più caldo dell'attuale.
In origine, la vegetazione predominante a bassa altitudine era quasi esclusivamente composta dal "prato ad azorella" (Azorella selago, Apiaceae) in strato piuttosto spesso e continuo, all'interno del quale erano sparsi esemplari del "cavolo delle Kerguelen", Pringlea antiscorbutica.
Il prato ad azorella era una vegetazione a tappeto, cioè continua e coprente, in strati, cresciuti anno dopo anno di notevole spessore.
La Lyallia kerguelensis (Hectorellaceae), la sola specie botanica strettamente endemica dell'arcipelago, ha un portamento del tutto analogo.
I tappeti continui di azorella e lyallia potevano superare il metro di spessore. Camminare in tale ambiente risulta incredibilmente difficile, e tale condizione rende estremamente ostile l'esplorazione umana. Il morbido e spesso strato vegetale costituisce tuttavia un rifugio ideale per uccelli marini nonché, con l'avvento della prima breve colonizzazione umana, materia prima per costituire ripari e isolamento termico delle baracche.
L'introduzione dei conigli da parte dell'uomo ebbe un impatto devastante per la vegetazione erbacea originaria, che fu rapidamente sostituita da un prato mono-specie costituito da Acaena ascendens (Rosaceae). I tappeti ad azorella e a lyallia resistono nelle isole dell'arcipelago prive di conigli. Anche la presenza della Pringlea antiscorbutica, il più noto vegetale delle Kerguelen, fu minacciata allo stesso modo. Inoltre, la riproduzione della Pringlea è anche messa a repentaglio dalla presenza dei topi, anche loro introdotti dalla colonizzazione, che si nutrono dei semi.
Dato il clima molto piovoso e umido, nelle depressioni delle zone planiziali sono presenti spesse fasce di muschi che non sempre sono ancorati al suolo, ma più spesso su sabbie mobili, fango, o fondi acquitrinosi.

## Clima
Il clima delle Kerguelen è oceanico, freddo ed estremamente ventoso. Secondo la classificazione climatica di Köppen, il clima di Kerguelen è considerato un clima ET o tundra, che è tecnicamente una forma di clima polare, poiché la temperatura media nel mese più caldo è inferiore a 10 °C. Climi paragonabili includono le isole Aleutine, l'isola di Campbell (Nuova Zelanda), le isole Falkland, l'Islanda, la penisola di Kamchatka settentrionale, il Labrador e le isole Wollaston.
Tutte le letture climatiche provengono dalla base di Port-aux-Français, che ha uno dei climi più favorevoli delle Kerguelen a causa della sua vicinanza alla costa e della sua posizione in un golfo riparato dal vento. La temperatura media annuale è di 4,9 °C con un'escursione annuale di circa 6 °C. I mesi più caldi dell'anno sono gennaio e febbraio, con temperature medie comprese tra 7,8 e 8,2 °C. Il mese più freddo dell'anno è agosto con una temperatura media di 2,1 °C. Le alte temperature annuali raramente superano i 20 °C, mentre le temperature in inverno non sono mai state registrate sotto i -10 °C a livello del mare.
Le Kerguelen ricevono frequenti precipitazioni, con neve tutto l'anno e pioggia. Port-aux-Français riceve una modesta quantità di precipitazioni (708 mm all'anno) rispetto alla costa occidentale che riceve circa tre volte più precipitazioni all'anno. Le montagne sono spesso coperte di neve ma possono sciogliersi molto rapidamente in caso di pioggia. Nel corso di diversi decenni, molti ghiacciai permanenti hanno mostrato segni di ritirata, con alcuni più piccoli che sono scomparsi completamente.
La costa occidentale riceve un vento quasi continuo a una velocità media di 35 km/h perché le isole si trovano tra i Quaranta ruggenti e i Cinquanta urlanti. Velocità del vento di 150 km/h sono comuni e possono raggiungere anche i 200 km/h. Le onde alte fino a 12-15 m sono comuni, ma ci sono molti luoghi riparati dove le navi possono attraccare.

## Isole minori
Di seguito è riportato un elenco delle isole adiacenti più importanti:
- Île Foch nel nord dell'arcipelago, con un'area di 206 km², la seconda isola più importante nelle Kerguelen.
- Île Saint-Lanne Gramont, si trova a ovest dell'Île Foch nel Golfe Choiseul. Ha una superficie di 45,8 km². Il suo punto più alto raggiunge i 480 m.
- L'Île du Port, anch'essa a nord nel Golfe des Baleiniers, è la quarta isola satellite più grande con una superficie di 43 km². Vicino al suo centro raggiunge un'altitudine di 340 metri.
- West Island (costa occidentale, circa 33 km²)
- Île Longue (sud-est, circa 35 km²)
- Isole nuvolose (nord-ovest, comprese Croÿ Island, Roland Island, Ternay Islands, After Islands)
- Isola di Castries
- Isole Leygues (nord, comprese Île de Castries, Île Dauphine)
- Isola Viola
- Île Australia (conosciuta anche come Île aux Rennes - Reindeer Island) (parte occidentale del Golfe du Morbihan, area 36,7 km²), altitudine 145 m)
- Île Haute (parte occidentale del Golfo di Morbihan, altitudine 321 m)
- Isola di Mayès
- Isole del Principe di Monaco (a sud, nella baia di Audierne)
- Îles de Boynes (quattro piccole isole 30 km a sud di Presqu'ile Rallier du Baty sull'isola principale)
- Isola di Altazin (una piccola isola nella baia di Swains)
- Gaby Island (una piccola isola nella baia di Swains)
- Île du Cröy (una piccola isola a 20 km dalla costa di Grand Terre)
- Île du Roland (una piccola isola a 20 km dalla costa di Grand Terre)

## Popolazione e attività

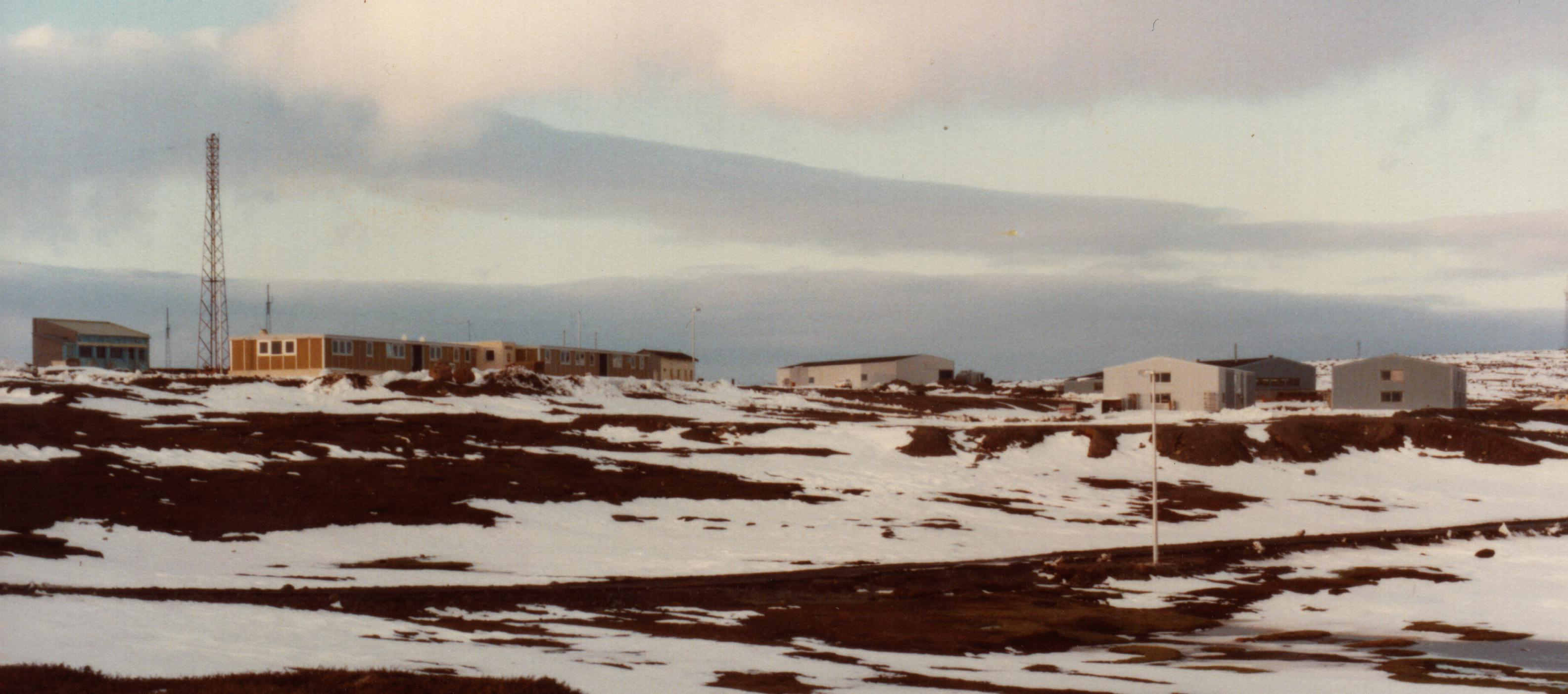
Una vista parziale di Port-aux-Français nel 1983

L'isola ospita alcune decine di scienziati (soprattutto sismologi e meteorologi) che lavorano per spedizioni scientifiche attive sin dal 1949. La loro permanenza è normalmente stagionale, ma alcuni vi vivono stabilmente con le famiglie. La popolazione varia quindi dalle 80 unità in inverno alle 150 unità in estate.
La base scientifica principale è situata all'estremità orientale del Golfo di Morbihan ed è conosciuta come Port-aux-Français. Vi si trovano, oltre ai laboratori, un bar, una palestra, l'ospedale, la biblioteca e la cappella di Notre-Dame des Vents, che è la chiesa più meridionale di tutti i territori francesi.
Visto che l'isola può usufruire di una zona economica esclusiva che si estende per 200 miglia dalla costa, vi è praticata l'attività peschereccia.

## Storia

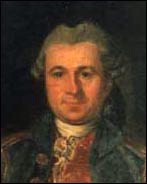
Yves Kerguelen

Le isole furono scoperte dal francese Yves Joseph de Kerguelen-Trémarec il 12 febbraio 1772. A riprova delle dure condizioni ambientali, lo stesso scopritore, pur ripetendo diversi tentativi di approdo, non riuscì a sbarcare e si limitò a inviare con successo pochi vigorosi marinai con una scialuppa a remi a terra, per prendere simbolicamente possesso del territorio, mentre lui stesso e il resto dell'equipaggio rimasero a lungo a bordo al largo, in condizioni di tempesta permanente.

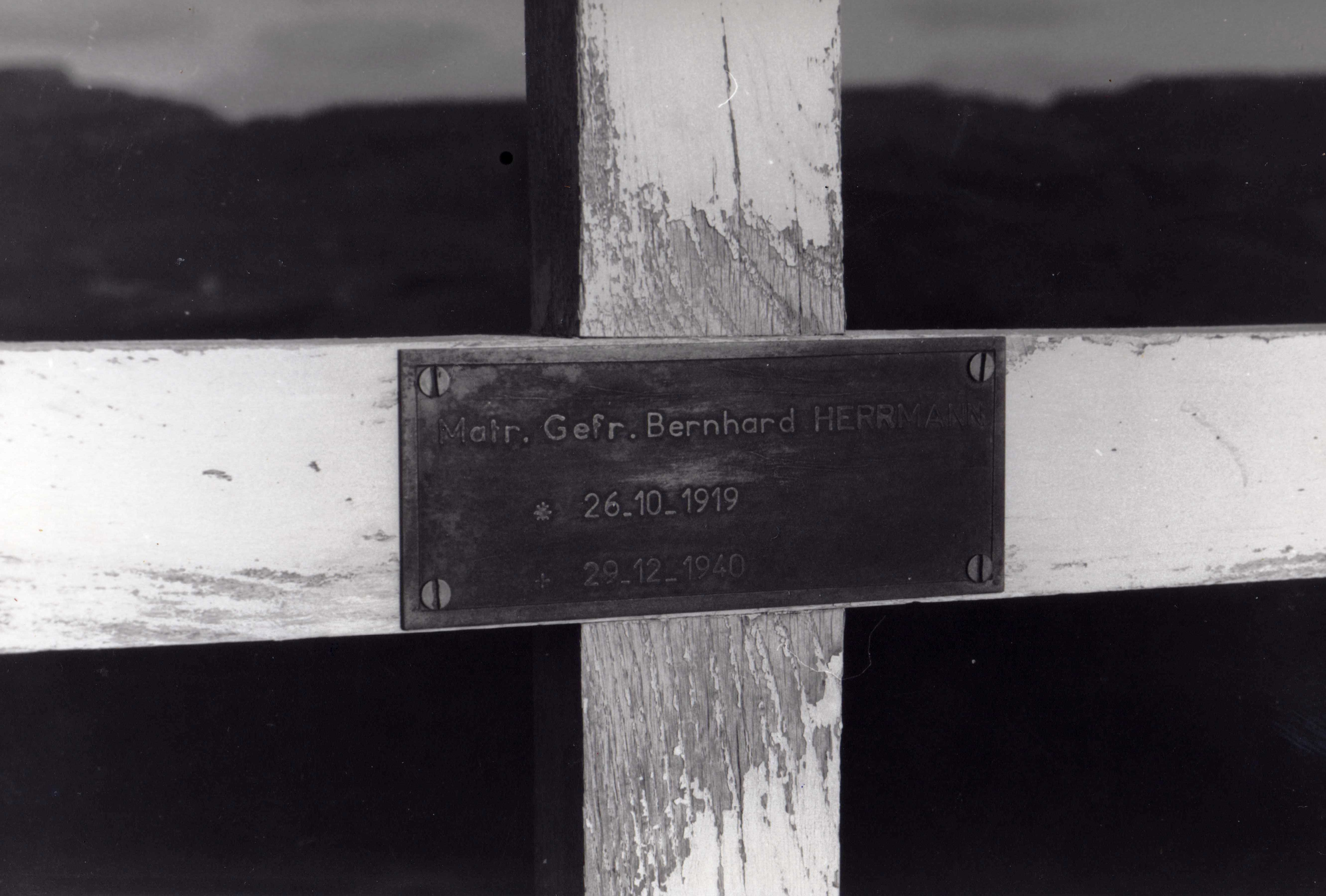
La tomba del soldato tedesco Bernhard Herrmann

Quattro anni più tardi le isole furono raggiunte da James Cook, il quale disse: "Queste isole della desolazione i francesi se le possono tenere"; le esplorazioni delle isole furono abbastanza frequenti sino al XX secolo.
Solo nel 1893 le isole furono ufficialmente riconosciute come possedimento francese. Nello stesso anno il governo concesse ai fratelli Henry e René-Émile Bossière lo sfruttamento dell'isola per cinquant'anni. L'economia allora si basava sulla caccia delle foche, ma decadde molto prima dello spirare della concessione con la rapida estinzione di queste ultime.
Durante la seconda guerra mondiale, nel dicembre del 1940 l'incrociatore ausiliario tedesco Atlantis si rifugiò nelle remote e semideserte Kerguelen per una sosta di manutenzione e per fare provvista d'acqua. La prima vittima di guerra della nave capitò proprio lì, quando il marinaio Bernhard Herrmann precipitò dal fumaiolo mentre lo stava dipingendo. Venne quindi sepolto in quella che venne definita "la più meridionale sepoltura militare tedesca" della seconda guerra mondiale.